# 吉列纳
吉列纳，是西班牙安达卢西亚自治区塞维利亚省的一个市镇。总面积227平方公里，总人口8428人（2001年），人口密度37人/平方公里。